# Honey Sri-Isan
Honey Sri-Isan (em tailandês:  ฮันนี่ ศรีอีสาน, Kalasin, Tailândia, 22 de outubro de 1971 - Sisaket, 26 de fevereiro de 1992) foi uma cantora e atriz tailandesa. Ela alcançou fama internacional em 1991-1992 com seu álbuns Nam Ta Lon Bon Tee Non, Won Phee Mee Rak Dieaw.

## Discografia

### Álbuns
- Nam Ta Lon Bon Tee Non (น้ำตาหล่นบนที่นอน)
- Won Phee Mee Rak Diew. (วอนพี่มีรักเดียว)